# Blind Man’s Bluff. The Untold Story of American Submarine Espionage
Blind Man’s Bluff. The Untold Story of American Submarine Espionage (ISBN 1-891620-08-8) („Ciuciubabka”. Nieopowiedziana historia amerykańskiego szpiegostwa podwodnego) – historiograficzne opracowanie niejawnych operacji amerykańskich okrętów podwodnych podczas zimnej wojny. Książka powstała w oparciu o przeprowadzone przez dziennikarzy śledczych New York Timesa wywiady z byłymi oficerami floty podwodnej Stanów Zjednoczonych, członkami załóg niższego stopnia, byłymi oficerami wywiadu oraz politykami.
Książka podzielona jest na 12 rozdziałów, z których każdy opisuje inną tajną operację podwodną:
1. A Deadly Begining – (Śmiertelny początek) opis tajnej podwodnej operacji rozpoznawczej w 1949 roku przeprowadzanej przez USS „Cochino” (SS-345) typu Balao, której celem była obserwacja spodziewanego radzieckiego testu jądrowego. Rozdział zawiera opis przebiegu operacji, w tym awarii systemu napędowego okrętu prowadzącej do eksplozji akumulatorów niedaleko Norwegii i pierwszego z trzech po zakończeniu II wojny światowej przypadków utraty okrętu podwodnego przez United States Navy[1].

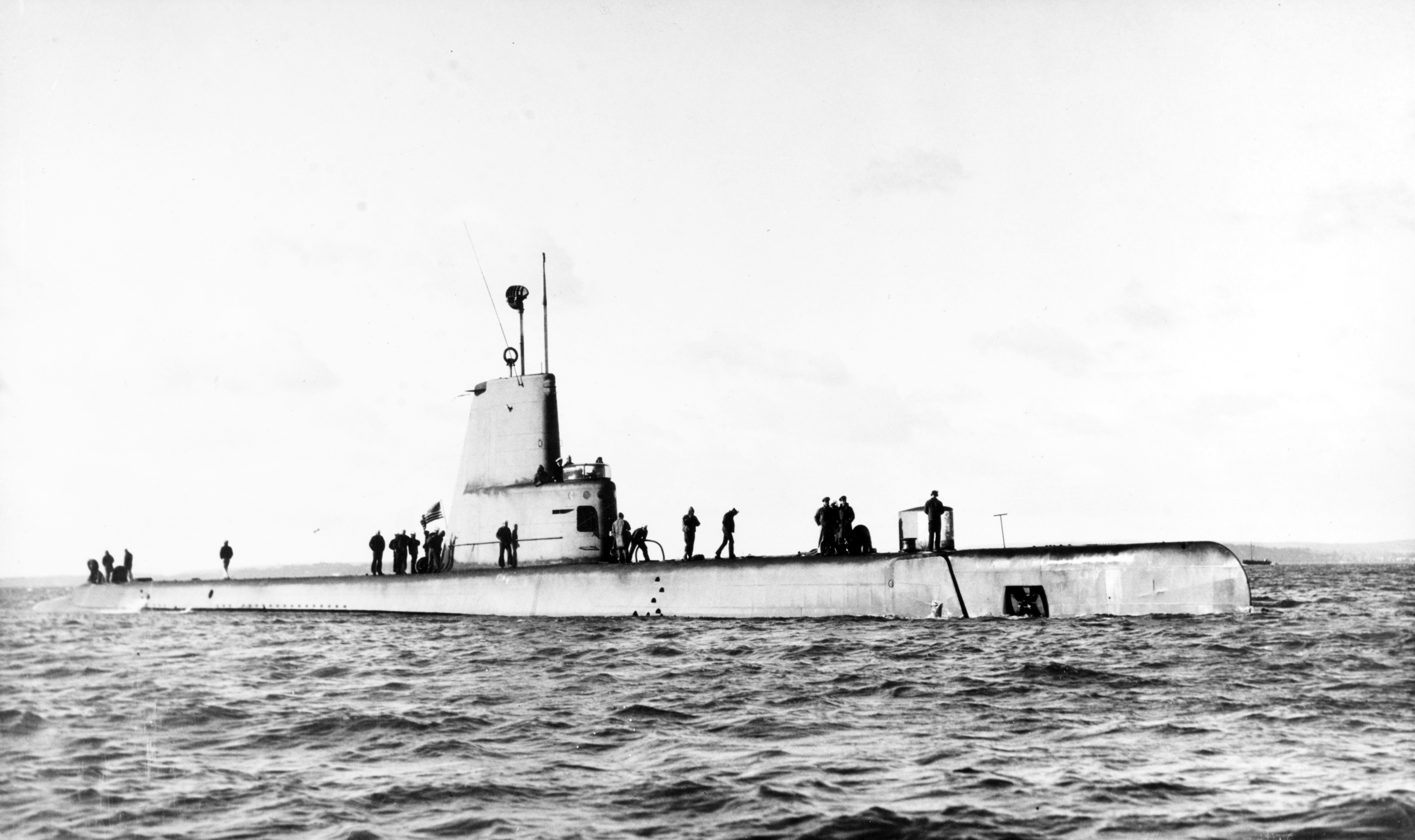
USS „Cochino” (SS-345) wychodzący w morze w 1949 roku, w rejs na Morze Barentsa, gdzie zatonął 29 sierpnia 1949 roku na skutek eksplozji akumulatorów

1. Whiskey A-Go-Go – opis operacji w sierpniu 1957 roku, podczas której USS „Gudgeon” (SS-567) typu Tambor prowadził rozpoznanie w pobliżu radzieckiej bazy we Władywostoku, celem sprawdzenia radzieckiej zdolności to przeprowadzenia ataku rakietowego za pomocą wyposażonych w pociski manewrujące z głowicami jądrowymi radzieckich okrętów podwodnych typu Zulu. Pierwsza amerykańska operacja podwodna zakończona wykryciem amerykańskiego okrętu podwodnego i zmuszeniem go do wynurzenia się z powodu wyczerpania się akumulatorów oraz zapasów tlenu[2].
2. Turn To The Deep – (Zwrot ku głębinom) opis prowadzonych przez USS „Halibut” (SSGN-587) poszukiwań bomby atomowej zgubionej przez amerykańskie lotnictwo w pobliżu Palomares[3]
3. Velvet fist – (Aksamitna pięść) opis operacji USS „Halibut” zmierzającej do odnalezienia szczątków radzieckiego pocisku balistycznego, zakończonej odnalezieniem wraku utraconego w wyniku awarii radzieckiego strategicznego okrętu podwodnego z pociskami balistycznymi K-129[4]
4. Death of A Submarine – (Śmierć okrętu podwodnego) omawia jedną z hipotez dotyczących przyczyn utraty USS „Scorpion” (SSN-589), drugiego po wojnie utraconego amerykańskiego okrętu podwodnego[5].
5. The Ballad Of Whitey Mack – (Ballada o Whiteyu Macku) opis trwającego 47 dni śledzenia przez USS „Lapon” (SSN-661) radzieckiego strategicznego okrętu podwodnego projektu 667A w 1969 roku na Atlantyku, co było w tym czasie rekordowym osiągnięciem amerykańskiej floty podwodnej. Śledzenie zostało zakończone, gdy po celowym bądź nierozważnym „przecieku” informacji o śledzeniu sowieckiego okrętu do New York Timesa, radzieckie dowództwo w Leningradzie poinformowało o tym fakcie dowódcę śledzonego okrętu drogą radiową. Radziecki dowódca usiłował wówczas zlokalizować śledzący go amerykański okręt myśliwski typu Sturgeon, a po bezskuteczności tych zabiegów, przerwał swój patrol i powrócił na wody Związku Radzieckiego[6].
6. Here She Comes ... – (Stało się) śledzenie okrętu podwodnego pod wodą przez inny okręt podwodny, zawsze stanowi ryzyko. Ziściło się w przypadkach podwodnych kolizji USS „Gato” (SSN-615) z K-19 oraz USS „Tautog” (SSN-639) z K-108[7].
7. Oshkosh B’Gosh – opis przeprowadzonej przez USS „Halibut” (SSN-587) pierwszej operacji podsłuchu podwodnych kabli komunikacyjnych marynarki wojennej ZSRR na Morzu Ochockim[8].
8. The $500 Milion Sand Castle – (Zamek z piasku za 500 milionów) CIA próbuje potajemnie badać wrak K-129 i śledztwo komisji Otisa Pike’a w sprawie działań wywiadu podwodnego. Podsłuch radzieckich kabli za pomocą USS „Seawolf” (SSN-575) w operacji Ivy Bells[9].
9. Triumph And Crisis – (Triumf i kryzys) po badaniach radzieckich kabli za pomocą przestarzałych USS „Halibut” i USS „Seawolf”, United States Navy – kontynuując operację Ivy Bells – kieruje do tego rodzaju działań, najnowszy okręt USS „Parche” (SSN-683), który ma założyć urządzenia podsłuchowe na radzieckich kablach na dnie Morzu Barentsa. Skutkiem silnego sztormu, przebywający w pobliżu dna Morza Ochockiego USS „Seawolf”, w trakcie wymiany urządzeń podsłuchowych zostaje zepchnięty przez prądy wodne na radziecki kabel i zasysa piach z dna morskiego do układu chłodzenia reaktora. Uszkodzony okręt zostaje wykryty przez radziecki trawler... Za pomocą rozpoznania satelitarnego, Amerykanie odkrywają, że Rosjanie znaleźli urządzenie podsłuchowe w Morzu Ochockim[10].
10. The Crown Jewels – (Perły w koronie) pierwsze podejrzenia szpiegostwa w amerykańskiej marynarce prowadzące do ujawnienia operacji Ivy Bells, wzrost zagrożenia dla Stanów Zjednoczonych z powodu zmiany doktryny nuklearnej ZSRR i przesunięcia rejonów operacyjnych radzieckich strategicznych okrętów podwodnych na północ, przyjęcie nowej ofensywnej doktryny zwalczania radzieckich strategicznych okrętów podwodnych w ich „bastionach” na morzach arktycznych – początek programu Submarine for the 21st Century, opis sytuacji politycznej na świecie i relacji między Stanami Zjednoczonymi a Związkiem Radzieckim, określenie tego ostatniego przez Ronalda Reagana jako imperium zła, natowskie ćwiczenia „Able Archer” mające na celu sprawdzenie politycznych i wojskowych procedur uruchomienia taktycznej broni jądrowej, wzajemne śledzenie się radzieckich i amerykańskich okrętów podwodnych na Pacyfiku i Atlantyku, amerykańsko-radzieckie zakulisowe rozmowy o możliwości złagodzenia wyścigu zbrojeń i radzieckie testy rakietowe w Arktyce. Kolejne rejsy USS „Parche” na Morze Barentsa, międzynarodowy skandal Toshiba-Kongsberg – prowadzący do uzyskania przez ZSRR możliwości produkcji wysokiej jakości śrub okrętowych, a dzięki temu znacznie cichszych niż dotąd okrętów podwodnych, siatka szpiegowska Johna Walkera i ujawnienie Rosjanom operacji Ivy Bells przez Ronalda Peltona[11]
11. Trust But Verify – (Wierz, ale sprawdzaj) refleksje na temat zakończenia zimnej wojny i jej wpływu na podwodne operacje wywiadowcze[12].